# Gjallarbron

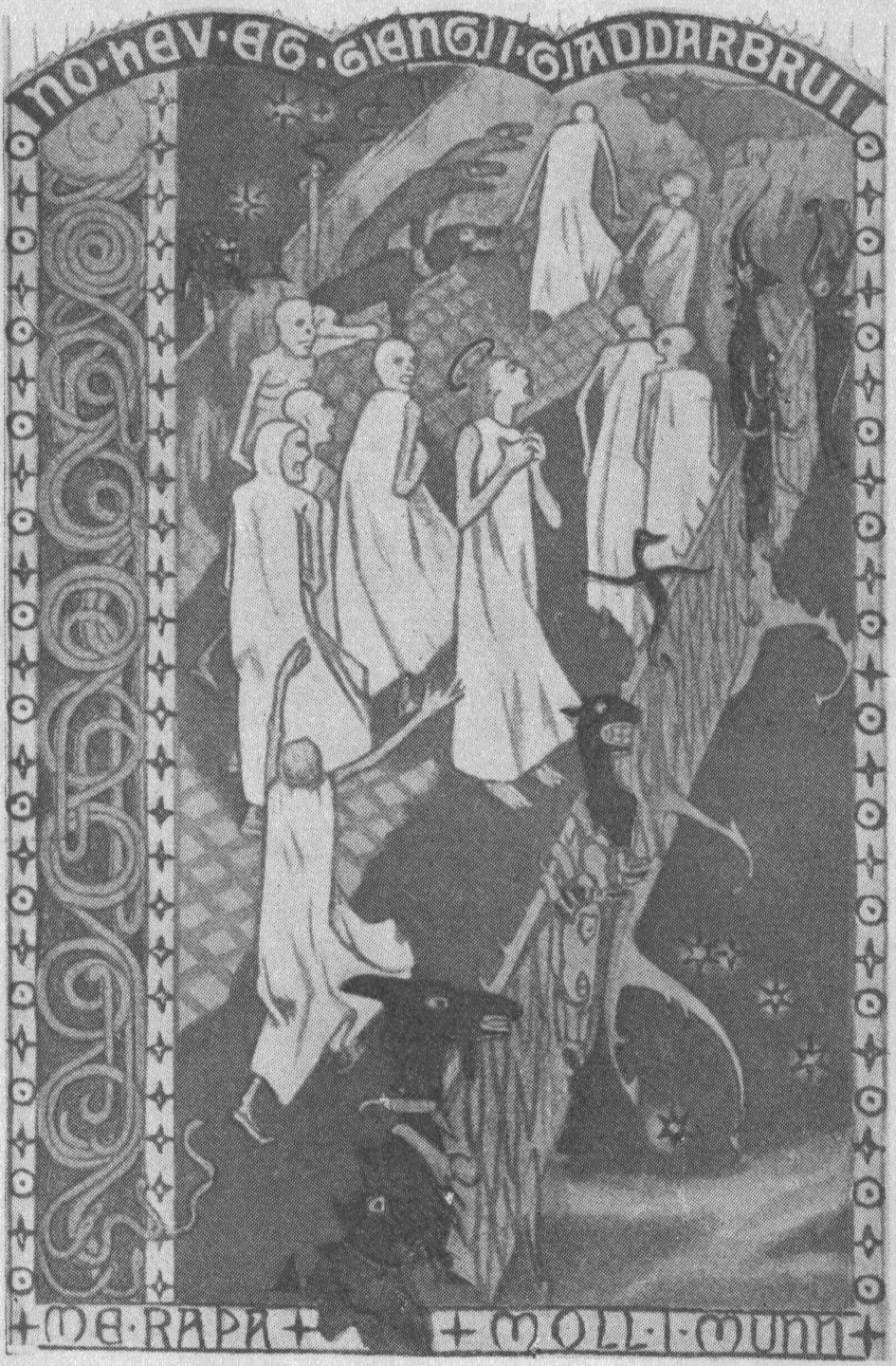
”Eg hev gjengi Gjaddarbrui, ho æ både bratt og lei”. Illustration av Gerhard Munthe till Draumkvedet (1904).

Gjallarbron eller Gällebron (norröna Gjallarbrú: ”Gjölls bro” eller ”bron över floden Gäll”) är i nordisk mytologi den bro, täckt med glänsande guld, som går över älven Gjöll/Gäll och förbinder de levandes värld med dödsriket Hel. Väktare över bron är Modgunn.

## Enligt Snorre Sturlasson
Gjallarbron omtalas i Snorre Sturlassons berättelse om efterspelet till Balders död i Gylfaginning 49: Hermod är på väg till Hel för att få Balder frisläppt ur dödsriket. Nio nätter rider han i blindo genom mörka dalar tills han slutligen når fram till Gjallarbron. Då han rider upp på bron hejdas han av broväkterskan Modgunn, som frågar honom om hans namn och ätt och bekräftar att Balder har passerat. Modgunn förstår att Hermod tillhör de levande, ty bron dånar mer under honom än under fem skaror döda män som tidigare har ridit över. Inte heller har han ansiktsfärg som en död. Men hon släpper förbi honom och berättar hur vägen fortsätter: ”Nedåt, norrut ligger vägen till Hel.”
Av berättelsen framgår att Gjallarbron inte tycks ha varit direkt förbunden med dödsriket. Sedan bron passerats har de döda ännu en liten vägsträcka kvar. Så framställs saken också av Saxo Grammaticus i Gesta Danorum, även om han inte nämner Gjallarbron vid namn. I sin skildring av kung Haddings resa genom dödsrikets grannskap låter Saxo kungen korsa en hög bro som går över en dödsflod – ej heller namngiven. Men in i det egentliga dödsriket kan den levande kungen inte komma, ty på andra sidan bron spärras snart vägen av en mur. Hermod, däremot, lyckas ta sig levande in i dödsriket, men det förklaras med att han, enligt Snorre, rider på Sleipner – den enda häst som kan hoppa över Hels stängsel.
Om Gjallarbrons utseende meddelar Snorre att den har ett skinande tak av guld. (Hon er þǫkð lýsigulli.) Det rör sig alltså om en överbyggd (taktäckt) bro.
Namnet ”Gjallarbron” finns i den isländska medeltidslitteraturen endast dokumenterat i Snorres Edda (Gylfaginning 49), samt i en dikt av Snorres brorson, Sturla Tordarson, där uttrycket ”gå över Gjallarbron” används som omskrivning för ”att dö”. (Hákonarkviða, strof 24.) Föreställningen om en bro, som går från de levandes värld till de dödas, finns däremot belagd i både fornaldarsagor och riddarsagor, till exempel i Eiríks saga víðfǫrla och Konráðs saga keisarasonar, liksom i kristen visionsdiktning. Även namnet ”Gjöll” (genitiv: Gjallar) har en vidare spridning i källorna.

## Draumkvedet
På 1840-talet gjordes i Norge, främst i Telemark fylke, ett stort antal uppteckningar av en märklig ballad som fått namnet Draumkvedet. Balladen är troligen från sen medeltid och har ett katolskt innehåll.
I balladen berättas hur en viss Olav Åsteson (eller Åkneson) föll i sömn på julafton och inte vaknade förrän på trettondedag jul. Han red då till kyrkan och berättade om sina upplevelser i sömnen. I drömmen hade Olav vandrat genom dödsriket, och han hade sett vilka straff som utmättes för olika synder. Till det mest anmärkningsvärda hör dock hans strapatser på Gjallarbron, vilka berättas i flera strofer. Bron är, sägs det, både farlig och brant och svajar högt i vinden. Den är försedd med vassa taggar och vaktas av vilda djur.
Trots att brons namn i isländska medeltidskällor endast har bevarats i skrifter av Snorre och hans brorson, har det troligen i en eller annan form varit känt över hela Skandinavien. Gjaddarbrui kallas bron i Draumkvedet. I danska folkvisor heter dödsbron Gjællebro eller Gjeldebro, och i svenska 1600-talsdikter nämns Gillebro som namn på bron till helvetet (eller kanske dödsriket). Forskningen har dock vanligen utgått från att dödsbromotivet är ett senhedniskt lån från den kristna världen. Men föreställningen, att de döda måste gå över en bro för att komma till dödsriket, saknas i kristen litteratur före den latinska medeltiden. Däremot finns inom forniransk zoroastrism bromotivet som ”Chinvatbron” (domens bro), som förbinder de levandes värld med de dödas. Religionshistorikern Per Beskow menade därför  att det kan ha varit ”forngermanska trosföreställningar av samma indoeuropeiska ursprung som den iranska” som inspirerat kristen visionsdiktning. Dödsbromotivet skulle alltså vara ett ”hedniskt” lån till den kristna hinsidestron, och inte tvärtom.